# Sous-station Auteuil
La sous-station Auteuil est installée dans un immeuble du 16e arrondissement de Paris, en France. Il abrite un transformateur électrique convertissant le courant électrique pour les besoins du métro de Paris.

## Localisation
L'immeuble est situé dans le 16e arrondissement de Paris, au no 2 bis de la rue Michel-Ange.

## Description
Le bâtiment en briques présente une façade vitrée à pans de fer.

## Historique
La construction a été réalisée en 1912 par l'architecte Paul Friesé pour la Compagnie du chemin de fer métropolitain de Paris.

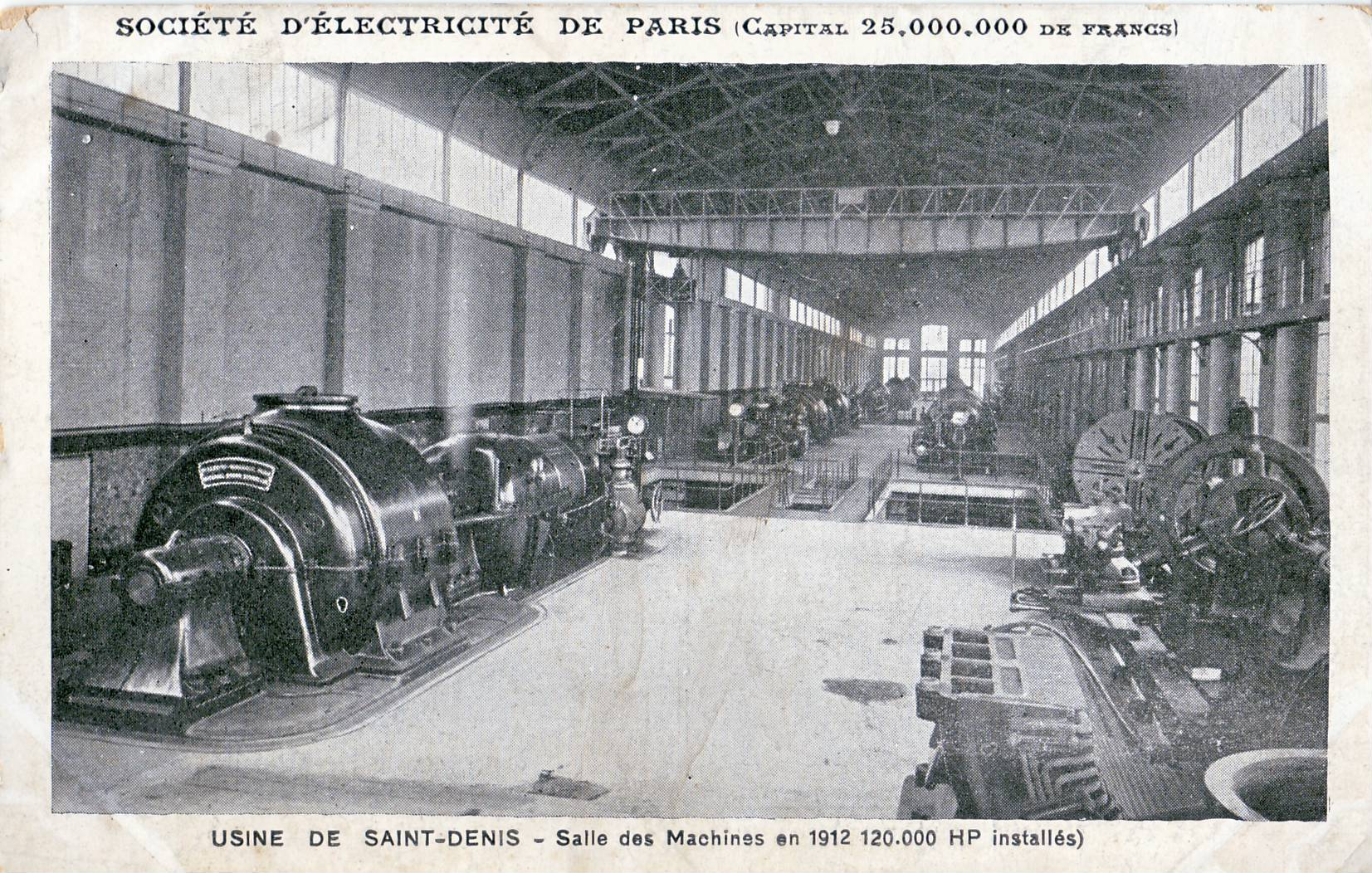
Salle des alternateurs de la centrale électrique de Saint-Denis en 1912.

Elle fait partie des anciennes sous-stations électriques. À l’intérieur, on trouvait, jusqu’au milieu du XXe siècle, une immense salle des machines composée de quatre commutatrices. Ces dernières étaient capables de convertir le courant alternatif à haute tension fourni par la centrale thermique de Saint-Denis en courant continu à basse tension utilisable par les engins moteurs. Pendant un demi-siècle, ces sous-stations ont ainsi fourni l’électricité nécessaire au fonctionnement du métro parisien depuis l’ouverture de la première ligne le 19 juillet 1900.
L'édifice est inscrit au titre des monuments historiques en 1992.